# IBM Selectric

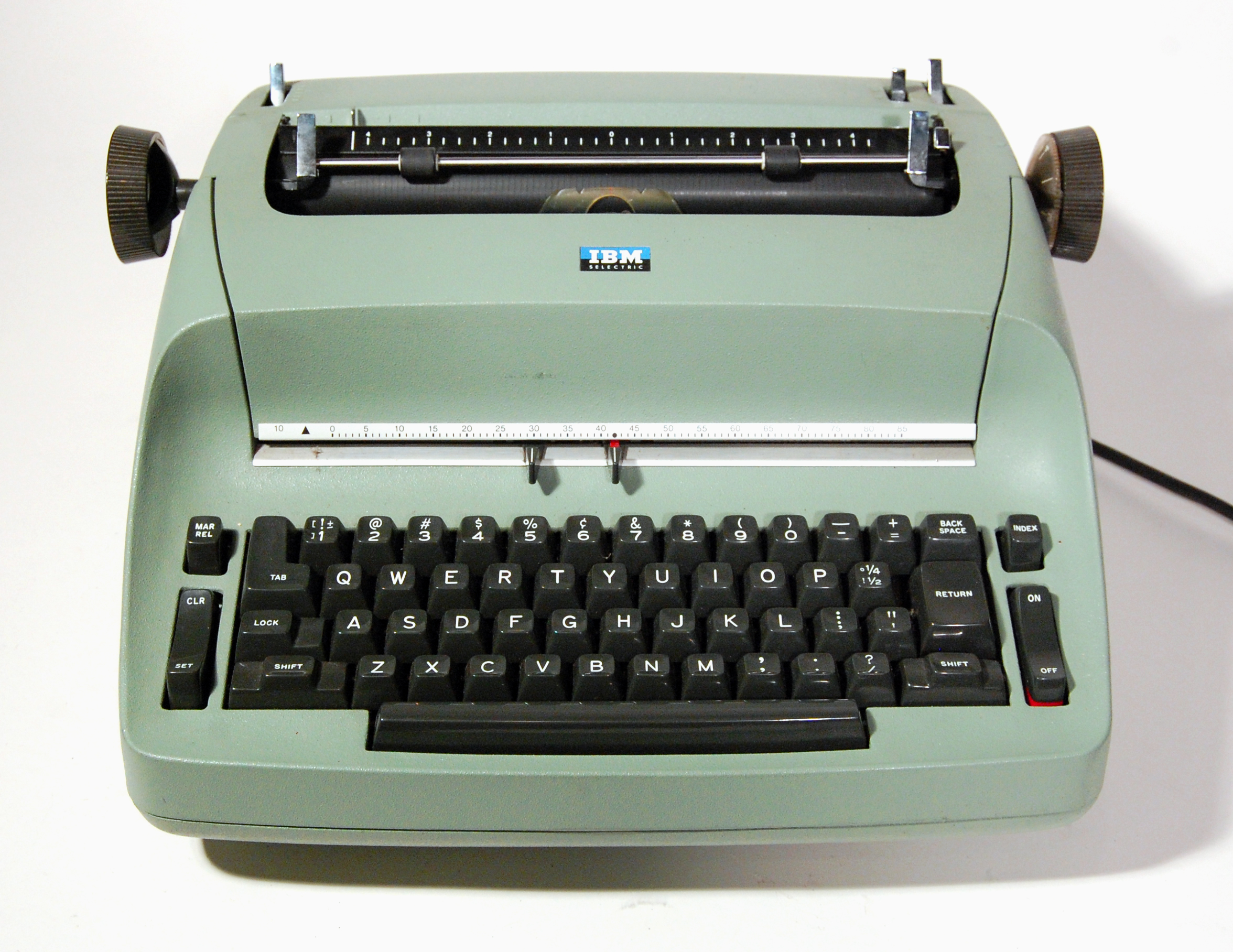
IBM Selectric I

La IBM Selectric (conocida también como la IBM de bola o IBM a bochita) es una máquina de escribir eléctrica del fabricante estadounidense IBM. Fue lanzada al mercado en 1961 y fue un éxito comercial, con 13 millones de unidades vendidas hasta 1986.
En lugar de una "canasta" con tipos pivotantes, la Selectric tenía un elemento pivotante y rotatorio (a veces llamado "bola de tipos") que podía cambiarse para aplicar distintas tipografías, resucitando una característica que había sido pionera con la máquina de escribir Blickensderfer, de éxito moderado, sesenta años antes. La Selectric también reemplazó el tradicional carro deslizante por un rodillo para papel que se mantenía fijo, mientras el mecanismo con la bola de tipos y la cinta se movían a lo ancho del papel.
Las Selectric y sus descendientes capturaron finalmente el 75 por ciento del mercado estadounidense de máquinas de escribir eléctricas usadas en oficinas.

## Características y usos

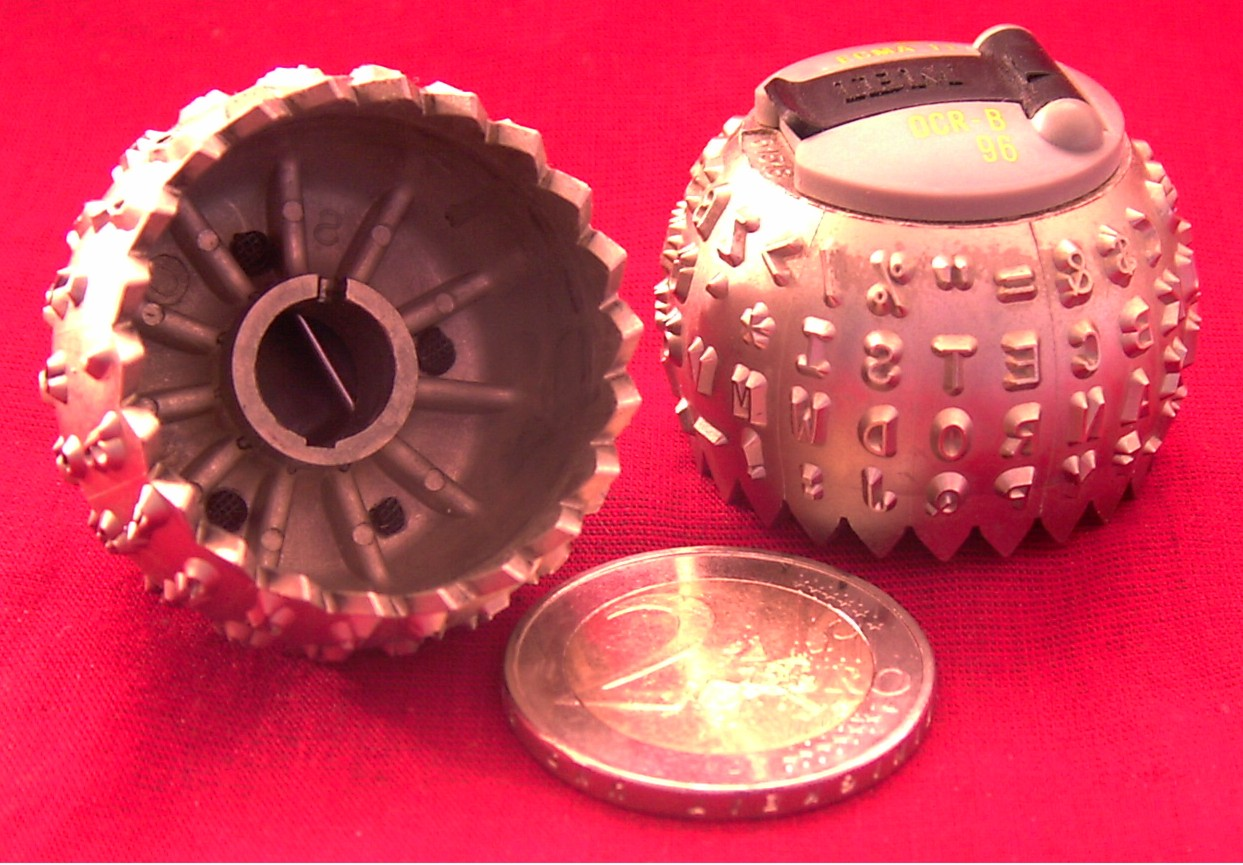
Bolas de tipos IBM, junto a una moneda de 2€.

La habilidad de cambiar las tipografías, combinada con una apariencia uniforme de la página mecanografiada, fueron rasgos revolucionarios que marcaron el inicio de la autoedición. Más tarde, los modelos con doble espaciado (10/12) y la corrección con cinta incorporada amplió la tendencia aún más. Cualquier dactilógrafo podía producir un documento prolijo. Para 1966 se lanzó una versión completa de composición tipográfica con justificación y espaciado proporcional.
La posibilidad de intercalar en el texto caracteres latinos y griegos, así como símbolos matemáticos, hicieron a la Selectric especialmente útil para los científicos que escribían manuscritos que incluían fórmulas matemáticas. El aspecto típico de los documentos escritos en la Selectric es todavía familiar para cualquier científico que lea las actas de congresos, monografías, tesis y otras cosas de esa época. Mecanografiar documentos matemáticos era muy laborioso antes de la llegada del TeX y se hizo sólo para los libros de texto muy vendidos y revistas de gran prestigio.
La máquina tenía una característica llamada "Stroke Storage" ("almacenamiento de golpe", o "de tipeo") que evitaba que dos teclas se presionaran simultáneamente. Cuando se presionaba una tecla, un intercalador, por debajo de la palanca de la tecla, era empujado hacia abajo dentro de un tubo ranurado lleno de pequeñas bolas de metal (llamado el "tubo compensador") y un resorte se comprimía. Estas bolitas se ajustaban de tal manera que dejaban espacio horizontal para un solo intercalador a la vez. Si el dactilógrafo presionaba dos teclas al mismo tiempo, ambos intercaladores se bloqueaban al no poder ingresar al tubo. Presionar dos teclas con diferencias de milisegundos permite al primer intercalador entrar al tubo, disparando un embrague que rota un eje acanalado conduciendo el intercalador horizontalmente fuera del tubo, permitiendo al segundo intercalador entrar al tubo algunos milisegundos más tarde. Un ciclo completo de impresión dura 65 millisegundos, y esta característica de almacenamiento permite al mecanógrafo presionar teclas en forma más aleatoria y aun así las letras se imprimen en el orden correcto. El movimiento horizontal, motorizado, del intercalador seleccionaba la rotación e inclinación del cabezal apropiadas para imprimir el carácter deseado.
El espacio, guion/guion bajo, índice, retroceso y avance de línea se repetían continuamente (autorrepetición) cuando se las mantenía presionadas. Esta característica fue llamada "Typamatic".

## Diseño
La Selectric fue introducida el 23 de julio de 1961. Su diseño industrial se acredita al influyente diseñador estadounidense Eliot Noyes. Noyes trabajó en numerosos proyectos de diseño de IBM; previo a su trabajo en la Selectric, Thomas J. Watson, Jr. le había encargado en 1956 crear el primer estilo de casa de IBM; estos influyentes trabajos, en los que colaboraron con Noyes los diseñadores Paul Rand, Marcel Breuer y Charles Eames, se han denominado el primer programa de "estilo de casa" de las empresas estadounidenses.
Tanto la Selectric y la posterior Selectric II estaban disponibles en modelos con ancho de carro estándar, medio y ancho, y en varios colores, incluyendo rojo y azul, además de los tradicionales colores neutros.
Mecánicamente, la Selectric tomó prestados algunos elementos de diseño de una máquina de escribir de juguete producida anteriormente por Marx Toys. IBM compró los derechos del diseño. La bola de tipos y el mecanismo del carro tenían un diseño similar al del Teletype Model 26 y posterior, el cual usaba un cilindro rotatorio que se movía a lo largo de una hoja fija.
El mecanismo que posiciona el elemento de tipeo (la "bola") es parcialmente binario, e incluye dos conversores digital-analógicos mecánicos, los cuales están enlazados de forma similar  al sistema usado para sumar y restar en las computadoras analógicas. Cada carácter tiene sus propios códigos binarios, uno para la inclinación y otro para la rotación.
Cuando el mecanógrafo presiona una tecla, descubre una barra de metal para esa tecla. La barra es paralela a un costado del mecanismo. Esta barra tiene varias proyecciones cortas ("dedos"). Sólo algunos de los dedos están presentes para un código dado, los correspondientes al código binario del carácter deseado.
Cuando la barra de la tecla se mueve, sus proyecciones empujan un segundo juego de barras que se extienden a todo lo largo del mecanismo de teclado; cada barra corresponde a un bit. Todas las barras de las teclas contactan con algunas de estas barras transversales. Las barras que se mueven, por supuesto, definen el código binario.
Las barras que se han movido forman levas en el eje de transmisión (que es rotativo) para mover los extremos de las barras de enlace, que suman (añaden juntos) las cantidades ("pesos") de movimiento correspondientes a los bits seleccionados. La suma de los pesos de entrada es el movimiento requerido del elemento impresor. Hay dos juegos de mecanismo similares, uno para inclinar, y el otro para rotar. La razón para esto es que el elemento impresor (la "bochita") tiene cuatro filas de 22 caracteres cada una. Inclinando y rotando el elemento impresor se localiza el carácter deseado, y el elemento puede enviarse contra el papel, para imprimir el carácter seleccionado.
El motor estaba ubicado en la parte trasera y movía un eje doble, colocado aproximadamente al medio de la máquina, mediante una correa. El Eje de Ciclo, ubicado a la izquierda, daba energía para inclinar y girar el elemento impresor. El Eje Operacional, ubicado a la derecha, entregaba energía para el espaciado, el retroceso y el desplazamiento. Adicionalmente, el Eje Operacional era usado como gobernador; limitando la velocidad en sentido izquierda-derecha con la que se movía el carro. Una serie de garras de resorte era usada para proveer el movimiento necesario para realizar funciones como el retroceso. El Eje de Ciclo rotaba cuando una garra de resorte era liberada, moviendo una serie de levas cuyo movimiento rotatorio era convertido en movimiento de izquierda a derecha por el árbol de enlaces. El sistema era muy dependiente del ajuste y la lubricación del mecanismo, y gran parte de los ingresos de IBM vinieron de la venta de Contratos de Servicios. 
La ubicación de los caracteres en el elemento impresor no era aleatoria. Los signos de puntuación y subrayado estaban ubicados deliberadamente en la posición que requería una mayor cantidad de energía para inclinar y rotar el elemento impresor, reduciendo de esta manera la fuerza con la que la bola golpeaba el papel, disminuyendo la probabilidad de que se perforara el papel. Más tarde, se agregó un mecanismo ex profeso para reducir la fuerza de impacto de los signos de puntuación.
Los movimientos de inclinación y rotación eran transferidos al carro de la bola, el cual se movía a lo ancho de la hoja, mediante dos bandas de metal tensadas, una para la inclinación y la otra para la rotación. Las bandas estaban ancladas al lado derecho del carro (el artefacto sobre el cual estaba ubicada la bola de tipos). Ambas bandas rodeaban poleas separadas a la derecha de la máquina. Luego pasaban por detrás del carro y rodeaban otras dos poleas separadas ubicadas a la izquierda de la máquina. La banda de inclinación estaba anclada a una pequeña polea de un cuarto de circunferencia la cual, a través de un engranaje, movía el anillo de inclinación a una de las cuatro posiciones posibles (el anillo de inclinación es el dispositivo que conecta a la bola de tipos). La cinta de rotación rodea una polea cargada con un resorte localizada en el centro del carro. La polea de rotación, debajo del anillo de inclinación, está conectada mediante una junta universal (llamada "hueso de perro", parecía un hueso pequeño) a la parte central del anillo de inclinación. La bola de tipos es sostenida por un resorte al poste central. La bola de tipos gira en sentido antihorario cuando la cinta de rotación es tensada. El resorte (del tipo cuerda de reloj) debajo de la polea de rotación gira el elemento impresor en la dirección de las agujas del reloj. A medida que el carro se mueve a lo ancho de la hoja (y cuando vuelve), las cintas se mueven a través de sus poleas, pero la polea cargada por resorte no pivota ni gira.
Para posicionar la bola, las dos poleas a la izquierda de la máquina son movidas por el árbol de enlaces. Cuando la polea de rotación es movida a la izquierda o a la derecha, la cinta de rotación mueve la bola a la posición indicada. Cuando la polea de inclinación se mueve, mueve el anillo de inclinación a la ubicación apropiada. Cuando se mueve, la cinta rota la polea cargada con resorte en el carro de la bola independientemente de la ubicación del carro en la hoja.
El cambio entre mayúsculas y minúsculas se hacía girando el elemento impresor exactamente media vuelta. Esto se hacía moviendo la polea de giro derecho usando una leva montada en el extremo del eje de operación.
Existía una Selectric con espaciado proporcional llamada "Composer" que podía retroceder unos 40 caracteres también en forma proporcional. El código del espacio de los últimos caracteres tipeados eran almacenados en pequeñas placas deslizantes en una rueda de transporte.

## Selectric II
Luego de que la Selectric II fuera introducida, unos años después, el diseño original fue denominado, de forma retroactiva, Selectric I. Este modelo usaba el mismo elemento impresor de 88 caracteres. Sin embargo diferían una de otra en muchos aspectos:
- La Selectric II era cuadrada en sus esquinas, mientras que la Selectric I las tenía redondas.
- La Selectric II tenía una opción de Doble Espaciado que permitía seleccionar (mediante una palanca en el extremo izquierdo del "carro") entre 10 y 12 caracteres por pulgada (3,9 y 4,7 caracteres por cm), mientras que la Selectric I tenía un espaciado fijo.
- La Selectric II tenía una palanca (en el extremo izquierdo del "carro") que permitía desplazar los caracteres medio espacio a la izquierda (para centrar un texto, o insertar una palabra un carácter más larga o corta de una palabra borrada), mientras que la Selectric I no lo tenía. Esta opción está disponible sólo en los modelos con doble espaciado.
- La Selectric II tenía la característica de borrado opcional, mientras que la Selectric I no. Trabajaba con una cinta de corrección: podía ser la cinta "Lift-Off" transparente y ligeramente adhesiva (para uso con cintas "Correctable Film"), o la cinta blanca "Cover-Up" (para cintas de tela o Tech-3). La cinta de corrección blanca o transparente estaba a la izquierda de la bola de tipos, y su carrete receptor naranja estaba a la derecha, y era cambiada independientemente de la cinta entintada. La tecla de corrección (una tecla adicional en el extremo inferior derecho del teclado) retrocedía el carro una posición y colocaba la máquina en un modo donde el siguiente carácter tipeado usaba la cinta de corrección en lugar de la cinta normal, y además no avanzaba el carro. El mecanógrafo podía apretar (y soltar) la tecla de corrección, volver a tipear el carácter equivocado, levantándolo de la página (si usaba una cinta de tela) o cubriéndola con polvo blanco, entonces podía tipear el carácter correcto. Cualquier error podía corregirse con este método, pero el proceso era enteramente manual debido a que la máquina no memorizaba los caracteres tipeados. Las máquinas con la opción de corrección eran conocidas como "Correcting Selectric II," como si fueran un modelo completamente diferente.

## Cintas
Adicionalmente a la tecnología de "bola de tipos", las Selectrics fueron también asociadas con una serie de innovaciones en el diseño de las cintas. La Selectric original podía solicitarse para usar tanto la cinta de tela reutilizable como la cinta de película de carbón desechable; no podían usarse las dos en la misma máquina. Esto también era válido para la Selectric II sin corrección. IBM usó una cinta similar de película de carbón para la serie de máquinas de escribir "Executive", más antiguas. Al igual que en estas viejas máquinas, la cinta de carbón tenía un problema de seguridad en algunas situaciones: podía leerse en la cinta el texto que se había escrito, en la cual las letras aparecían claras sobre un fondo negro.
La naturaleza "Corregible" de la cinta de película de carbón de la Correcting Selectric II tenía una característica adicional, en la que el pigmento de carbón podía removerse fácilmente de un papel mecanografiado, permitiendo hacer cambios no autorizados en el texto.
La Correcting Selectric II usaba un nuevo mecanismo de cartucho de cinta. Las cintas eran más amplias que las que se habían utilizado anteriormente, lo que permitía escribir más caracteres por centímetro de cinta. Los caracteres sucesivos eran escalonados en la cinta, la cual avanzaba menos de un carácter cada vez. Las Correcting Selectric II podían usar cualquiera de los tres tipos de cinta, las cuales venían en cartuchos similares: Cinta de tela reusable junto con la cinta "Cover-Up" de corrección; o la cinta de película de carbón ("Correctable Film") junto a la cinta "Lift-Off" para corrección; y la cinta permanente "Tech-3", introducida más tarde, la cual usaba la misma cinta de corrección Cover-Up usada en los modelos anteriores de cinta de tela. La cinta Tech-3 era reemplazada por cintas de tela, la que ofrecía una calidad de impresión similar a la cinta de película, pero a un costo comparable al de la cinta reutilizable.
La cinta Tech-3 proveía una vida mayor y más seguridad que la cinta de película de carbón. Al igual que la cinta de tela, las cintas Tech-3 avanzaban sólo una fracción del ancho del carcter con cada tipeo. A diferencia de la cinta de tela, la cinta Tech-3 proveía alta calidad de impresión incluso cuando el carácter golpeaba varias veces en el mismo lugar de la cinta de un solo uso. Debido a que las letras golpeaban varias veces una sobre otra en el mismo lugar, no podía leerse lo que se había escrito en el documento leyendo la cinta.
Adicionalmente, la cinta "Correctable Film" (de película de carbón) no podía usarse para documentos como cheques debido a que era fácil levantar la tinta del documento, la impresión de la cinta Tech-3 era permanente, incluso inmediatamente después de haber golpeado el papel. También estaba disponible en varios colores (e.g. marrón).
Había cuatro clases de cintas de película de carbón para la serie Selectric II. Los carretes de cinta eran codificados con colores para que sean fácilmente identificables y poder elegir la cinta correctora apropiada. Había dos cintas para usar con la "lift-off" de corrección, una de color amarillo, y la otra naranja. La amarilla indicaba que la cinta era de calidad superior y podía producir un escrito de mayo calidad. La naranja era de propósito general, para el trabajo diario. Las cintas de corrección "lift off" (amarillas y naranja), podían trabajar tanto con las cintas de tinta de ambos colores, debido a que ambas trabajaban con adhesivo y eran capaces de levantar la tinta del papel. Posteriormente hubo una versión menos "adhesiva" para usar en papel más delicado, pero la gente creía que no podía borrar correctamente la tinta. Al margen, si se agotaba la cinta de corrección, podía usarse un pedazo de cinta adhesiva (como la cinta Scotch) para corregir un error.
La cinta Tech-3, descrita anteriormente, estaba codificada de azul y la cinta de película de carbón de alta calidad estaba codificada de rosa. La cinta con código rosa podía usarse en documentos problemáticos debido a que la tinta no era fácilmente removible del papel, y daba una imagen más clara y nítida que la cinta Tech-3. La cinta de corrección para ellas trabajaba cubriendo los caracteres escritos con tinta blanca. esto hacía complicado corregir en otro papel que no fuera blanco.

## Máquinas basadas en la Selectric con almacenamiento de datos

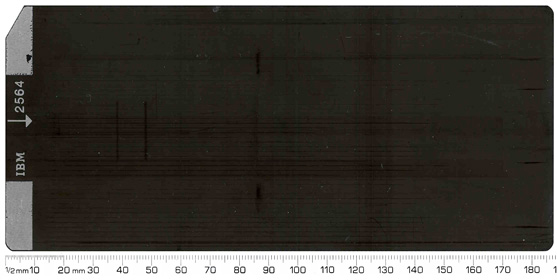
Tarjeta magnética IBM.

En 1964 IBM introdujo la "Magnetic Tape Selectric Typewriter" (en castellano: Cinta Magnética para la Máquina de Escribir Selectric) y en 1969, la "Magnetic Card Selectric Typewriter" (Tarjeta Magnética Selectric). A veces eran nombradas "MT/ST" y "MC/ST", respectivamente. La MC/ST estaba también disponible en una versión de "comunicación" que emulaba una terminal IBM 2741. Esta característica interconectaba un mecanismo de tipeo y teclado con un dispositivo de almacenamiento magnético (tanto la cinta magnética en un cartucho, como una tarjeta magnética del mismo tamaño que la tarjeta perforada de 80 columnas) para grabar, editar y reproducir material a una velocidad cercana a los 12-15 caracteres por segundo.
Estas máquinas fueron las primeras en ofrecer una forma de procesamiento de texto. Usaban los mismos elementos que las Selectrics ordinarias de oficina.
IBM también vendió un lector de cinta, que podía conectarse a los mainframes IBM 360, y podían leer las cintas MT/ST. Por lo tanto, un documento mecanografiado en una Selectric MT/ST podía ser ingresado en un archivo de datos del mainframe.

## Selectric Composer

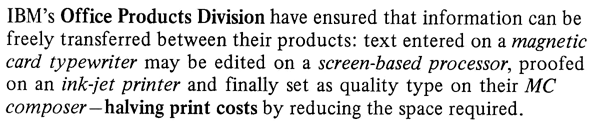
Sample of IBM Magnetic Card Composer output (Press Roman 10pt font family).

En 1966, IBM lanzó la Selectric Composer. Esta Selectric muy modificada producía copias listas para la fotocomposición usando tipografías proporcionales en una amplia variedad de estilos de fuente, desde 8 a 12 puntos. Material preparado en una máquina bien ajustada por un operador hábil y hecho sobre papel recubierto de barita (sulfato de bario) "llevaría a un experto a decir... no está hecho con una máquina de linotipo o monotipo".
Al igual que la Varityper con la que competía, la máquina original requería que el texto a copiarse sea tipeado dos veces si se requería justificación. La primera vez era para medir el largo de la línea y contar los espacios, grabando las medidas especiales en el margen derecho. La segunda vez que se tipeaba, el operador usaba las medidas para justificar cada línea. El proceso era largo y tedioso, pero proveía una forma de obtener una copia hecha en una máquina de escritorio con espaciado proporcional y justificada lista para la fotocomposición.
Los elementos de la Selectric Composer podían ser colocados físicamente en la Selectric, y viceversa, pero en realidad no podía hacerse: los caracteres eran colocados en forma diferente en el elemento impresor y eran posicionados en otra forma en cada área del carácter. Los elementos de la Selectric Composer podían ser identificados por una flecha índice de color (el color es usado para establecer una ancho medio del carácter) y una serie de letras y números abreviados identificaban la tipografía, el tamaño y variaciones, por ejemplo "UN-11-B" indicaba Univers 11 puntos negrita (Adrian Frutiger adaptó su tipografía Univers especialmente para la Selectric Composer).
En 1967, apareció la "Magnetic Tape Selectric Composer" (Selectric Composer con Cinta Magnética), y en 1978, la "Magnetic Card Selectric Composer" (Con Tarjeta Magnética). La "Electronic Composer" (con memoria interna de cerca de 5.000 caracteres y similar al posterior modelo Magnetic Card pero sin almacenamiento externo) fue comercializada desde 1975. Todos estos modelos usaban el mismo mecanismo de medición y elementos que la Selectric Composer. Sin embargo, debido al almacenamiento interno/magnético, evitaban tipear dos veces el texto o ajustar el mecanismo para justificar cada línea. Además, las cintas y tarjetas grabadas en la mucho más económica y fácil de usar Selectric MT/ST o MC/ST, podían ser leídas por sus "Composer" equivalentes.

## Selectric III
En los años '80 IBM introdujo la Selectric III y varios modelos más de Selectric, algunos de ellos eran procesadores de textos o tipográficos en lugar de máquinas de escribir, pero para ese entonces el resto de la industria se había puesto a la altura, y los nuevos modelos de IBM no dominaron el mercado como lo había hecho el primer modelo de Selectric. Esto era de esperarse, para fines de la década de 1970 el dominio de la Selectric estaba bajo el asalto de las máquinas de escribir con memoria incorporada, espaciado proporcional y 35 a 45 caracteres por segundo (e.g. la 800 de Xerox basada en la 'margarita' de Diablo y en las OEM de Qume las cuales tenían una tecnología de impresión similar) y en los sistemas basados en CRT de AES, Lexitron, Vydek, Wang y Xerox (ver el artículo Procesador de texto). Adicionalmente, IBM había entrado (c. 1977) en el mercado con el Office System/6 basado en CRT (de la División de Productos de Oficina) y el 5520 (de IBM GSD), los cuales usaban la nueva impresora de chorro de tinta modelo 6640 de 96 caracteres por segundo con dos bandejas de papel y una sofisticada manipulación del mismo, y estaba a punto de introducir las impresoras basadas en Qume para el existente System/6 y el nuevo Displaywriter lanzado en junio de 1980 y descrita por IBM como "no es la Selectric de tu padre".
Sin embargo, IBM tenía una gran base instalada de máquinas de escribir Selectric y retener la lealtad del cliente hacía que tenga sentido introducir modelos actualizados.
La Selectric III incorporaba un elemento impresor de 96 caracteres en lugar del anterior de 88. La serie de "Máquinas de Escribir Electrónicas" de IBM usaban este mismo elemento de 96 caracteres. El elemento de 96 caracteres podía ser identificado por el color amarillo en la parte superior y la inscripción "96", la cual aparece siempre junto al nombre de la tipografía y al tamaño. Las "bolas" de 96 y de 88 caracteres eran incompatibles entre ellas (no se podían colocar un modelo en la máquina del otro modelo), y el elemento de 96 caracteres no estaba disponible en tanta variedad de tipografías como el viejo tipo de 88 caracteres.
La mayoría de las Selectric III y de las Máquinas de Escribir Electrónicas tenían teclas sólo para 92 caracteres imprimibles; el teclado de 96 caracteres era una característica opcional. Colocar las teclas adicionales requería achicar la tecla de retorno, y esto era molesto para muchos mecanógrafos, por lo que no era la configuración por defecto. Las teclas superiores de la Selectric III y de las Máquinas de Escribir Electrónicas" eran más grandes y cuadradas que las de los primeros modelos de Selectric.

## Elementos y tipografías
La Selectric I, Selectric II, y todas las variantes de "Tarjeta Magnética" y "Cinta Magnética", excepto las de la Composer, usaban el mismo elemento de impresión. Había disponible una amplia variedad de tipografías, incluyendo símbolos de uso científico y matemático, estilos para  ROC para ser escaneados por computadoras, escritura cursiva, tipografías antiguas (Fraktur), y más de una docena de alfabetos. La Selectric III y las "Máquinas de Escribir Electrónicas" usaban el nuevo elemento de 96 caracteres.

### Tipografías pequeñas (espaciado 12)
- Elite 72
- Auto Elite
- Large Elite (12)
- Prestige Elite 72
- Prestige Elite 96*
- Adjutant
- Artisan
- Contempo
- Courier (12)
- Courier Italic
- Courier Italic 96*
- Forms
- Letter Gothic
- Letter Gothic 96*
- Light Italic
- OCR
- Olde World
- Oriental
- Presidential Elite
- Report 96 (12)*
- Scribe
- Scribe 96*
- Script
- Symbol

### Tipografías grandes (espaciado 10)
- Pica 72
- Prestige Pica 72
- Pica 96*
- Advocate
- Boldface
- Bookface Academic 72
- Business Script
- Courier (10)
- Courier 96 (10)
- Bold Courier (10)
- Delegate
- Delegate 96*
- Manifold
- Orator
- Sunshine Orator
- Orator 96*
- Orator Presenter
- Presidential Pica
- Report 96 (10)*
- Title

Los elementos de 96 caracteres se hacían con las tipografías más solicitadas.
Muchas de las tipografías listadas estaban disponibles en muchas subvariantes. Por ejemplo, en los primeros años de la Selectric, los mecanógrafos usaban la letra L minúscula para el número 1. La Selectric tenía una tecla dedicada para el 1/!, pero estaba marcada también como [/], y muchos de los primeros elementos tenían corchetes en esa posición, necesitando que los mecanógrafos continúen con la convención antigua. Los elementos posteriores estaban orientados a usar el 1 y el signo de exclamación en su lugar. Algunas tenían los corchetes en el lugar ocupado por los signos de fracciones 1/4 y 1/2, mientras que otros directamente no los tenían. Algunos tenían el símbolo de grado en el lugar del signo de exclamación. IBM solía crear cualquier "bola" por un precio adicional, por lo que las variantes no tenían límites. Los elementos personalizados tenían la manija de plástico color gris, en lugar de negra.
Muchos elementos especializados no estaban listados en los folletos de IBM, pero estaban disponibles, siempre que se conociera el número de parte correcto. Por ejemplo, estaba disponible la "bola" para el lenguaje de programación APL. En realidad, este elemento estaba pensado para usarse con la impresora terminal IBM 2741.

## La Selectric como terminal de computadora
Debido a su velocidad (14,8 caracteres por segundo), inmunidad al choque de teclas, trayectoria del papel libre de problemas, impresión de alta calidad y confiabilidad, los mecanismos basados en la Selectric fueron ampliamente usados como terminales de computadora, reemplazando a los teletipos y a los viejos modelos de tipos en forma de barra. Un ejemplo popular fue la terminal IBM 2741, la cual fue una importante figura en los primeros años del lenguaje de programación APL. Máquinas similares como la serie IBM 1050 fueron usadas como consolas de impresoras en muchas computadoras, como la IBM 1130 y la serie System/360.
A pesar de las apariencias, estas máquinas no eran simples máquinas Selectric con un conector RS-232 agregado. Una Selectric es una maravilla mecánica y de producción, pero no un producto electrónico. Como muchas máquinas de escribir y máquinas de sumar eléctricas de su época, las Selectric eran dispositivos electromecánicos: los únicos componentes eléctricos eran el cable de corriente, el botón de encendido y el motor eléctrico. El motor eléctrico funcionaba continuamente. Las teclas no eran botones eléctricos, y no formaban un teclado de computadora. Al presionar una tecla no se generaba una señal eléctrica, se conectaban una serie de barras y enlaces en el mecanismo que conectaban el motor con el mecanismo de inclinar y girar el elemento impresor. Una Selectric podía trabajar igual de bien si se tipeaba a suficiente velocidad.
Adaptar este mecanismo a las necesidades de entrada/salida de una computadora no era algo trivial. El teclado y el mecanismo de impresión estaban mecánicamente separados (por lo que presionar una tecla no necesariamente producía una impresión en forma inmediata), se agregaron micro-interruptores al teclado y solenoides para permitir a la computadora activar el mecanismo de impresión para cada tecla; también fue necesaria una interfaz electrónica. Varios componentes mecánicos, en particular el motor y el eje principal, fueron actualizados para mejorar la confiabilidad en una operación continua. Se agregaron micro interruptores para detectar el estado de varias partes del mecanismo, como las mayúsculas/minúsculas.
Incluso después de agregar todos esos solenoides e interruptores, conseguir que la Selectric pueda conectarse con una computadora fue un proyecto grande. El mecanismo de la Selectric, documentado en su manual de servicio, tenía varios requerimientos peculiares. Si se intentaba bloquear las mayúsculas y ya se encontraba en esa condición el mecanismo se bloqueba y no indicaba que ya estaba hecho. Lo mismo ocurría para la dirección de la cinta o para iniciar un retorno de carro. Estos comandos sólo podían hacerse en un momento determinado, con la Selectric en un estado en particular, y no podían repetirse hasta que el terminal señalaba que la operación fue completada.
Además, la Selectric no hablaba ni ASCII ni EBCDIC, hablaba un código único basado en los comandos para inclinar/rotar la "bola".
Esto y la interfaz paralela, además de unos requeriemientos de tiempos peculiares, hacían que la Selectric no pudiera conectarse directamente a un módem. De hecho, necesitaba una lógica relativamente grande para reconciliar los dos dispositivos.
Particularmente irritante era la falta de un conjunto de caracteres ASCII completo. El fallecido Bob Bemer escribió que mientras trabajaba para IBM, presionaron sin éxito para expandir el elemento de impresión a 64 caracteres, de los 44 originales. La Selectric efectivamente proveía un conjunto de 44 caracteres, pero el punto es que con 88 caracteres imprimibles, no se podía imprimir el conjunto ASCII completo.
Sin embargo, entre 1968 y 1980 aproximadamente, una impresora basada en la Selectric era relativamente barata, y una forma muy popular de tener una salida de alta calidad desde una computadora.
El elemento de 96 caracteres introducido con la Selectric III y las Máquinas de Escribir Electrónicas podían (con algunas modificaciones) manejar el juego de caracteres ASCII completo, pero para ese entonces la industria de la computación se inclinó por el sistema de margarita, mucho más rápido y simple, como la Diablo 630. La industria de las máquinas de escribir siguió la tendencia poco después, incluso cuando IBM reemplazó su línea Selectric con la serie "Wheelwriter" basada en el mecanismo de margarita.

## La Selectric en la cultura popular
- Aprovechando las nuevas máquinas de escribir Selectric, el pabellón de IBM en la Feria Mundial de 1964 en Nueva York fue un gran teatro con el estilo y la forma de la bola de tipos. El área de asientos de la audiencia era elevado para la presentación.
- Hunter S. Thompson usaba máquinas de escribir Selectric.
- David Sedaris usaba una Selectric II.
- P. J. O'Rourke dijo que aún utiliza una máquina Selectric.
- El productor de televisión estadounidense Stephen J. Cannell usa máquinas Selectric. El video de firma al final de muchas de sus series finalizaba mostrándolo escribiendo en una Selectric II, luego sacaba el papel; la escena se fundía con una animación donde el papel formaba parte del logo de la compañía de Cannell.
- En el capítulo "El Caso del Elemento Elusivo" de 1963 de la serie de TV Perry Mason giraba en torno al hecho de que la bola de tipos (el "elemento") en una máquina de escribir Selectric podía cambiarse fácilmente, haciendo imposible saber qué máquina había sido utilizado para escribir un mensaje.
- La secuencia de los títulos de la serie de 1970 UFO de Gerry Anderson se realizó con un primer plano de una máquina Selectric (probablemente una Selectric de Tarjeta Magnética o de Cinta Mágnética) en acción, usando una bola "Orator".
- En la serie de TV Mad Men, la cual se desarrolla en el año 1960, las máquinas de escribir Selectric II son mostradas en los escritorios de las secretarias, aun cuando este modelo no apareció hasta 1973. El creador Matthew Weiner dijo en el comentario de su DVD de 2008, que la Selectric fue elegida por razones estéticas y por la dificultad de conseguir suficientes máquinas de escribir de la época. Weiner admite que los aficionados a la serie advirtieron el anacronismo y lo comentaron, pero que estaba dispuesto a soportar la crítica para obtener la imagen correcta. Parece ignorar, sin embargo, que su elenco está equipado con las Selectric II de los años '70. En su comentario se refiere sólo a revolucionaria máquina de escribir de IBM, que aparece 10 meses después del episodio 1, que se desarrolla en marzo de 1960.
- En la película de Stanley Kubrick de 1971 La naranja mecánica, adaptación de la novela homónima de Anthony Burgess, el escritor atacado por Alex aparece usando una máquina Selectric.
- En la película Secretaria de 2002, una Selectric II aparece siendo usada por Maggie Gyllenhaal, en el papel de la recién contratada Lee Holloway. El comienzo de la película muestra un primer plano de la bola de tipos mientras funciona la máquina de escribir.
- En la novela de Philip Roth La lección de anatomía, el personaje Nathan Zuckerman desestima la Selectric II con autocorrección como "petulante, puritana, esmerada" comparada con su vieja Olivetti portable.
- En el capítulo "Ahora lo ves" de la serie Columbo de 1976, el crimen perfecto de Jack Cassidy es frustrado cuando el detective lee los motivos del asesino de la víctima en la cinta de una Selectric II.
- Philip K. Dick escribió sus novelas en una máquina de escribir IBM Selectric, desde 1976 (o antes) hasta su muerte.
- En el primer episodio de la segunda temporada de la serie Fringe, una Selectric II es usada como un dispositivo de comunicación para enviar mensajes a otra dimensión. Un cliente va a una tienda y pregunta por una máquina de escribir Selectric 251. El dueño de la tienda insiste en que la Selectric 251 no existe, pero cuando el cliente insiste, el dueño de la tienda se da cuenta de que es uno de "ellos".
- Mike Nonnan, protagonista de  "un saco de huesos" del escritor americano Stephen King, utiliza una Selectric para intentar superar su bloqueo de escritor.